# Pseudopisinna gregaria
Pseudopisinna gregaria is een slakkensoort uit de familie van de Cingulopsidae. De wetenschappelijke naam van de soort is voor het eerst geldig gepubliceerd in 1950 door Laseron.